# Karraspio
La playa Karraspio, derivado de Garraiz azpia, Garraizpia, situada en el municipio vizcaíno de Mendexa, País Vasco (España), es una playa con arena oscura.
En marea baja se puede acceder a la isla de San Nicolás.

## Área
- Bajamar: 140.380 m²
- Pleamar: 28.380 m²